# Charles Fourier

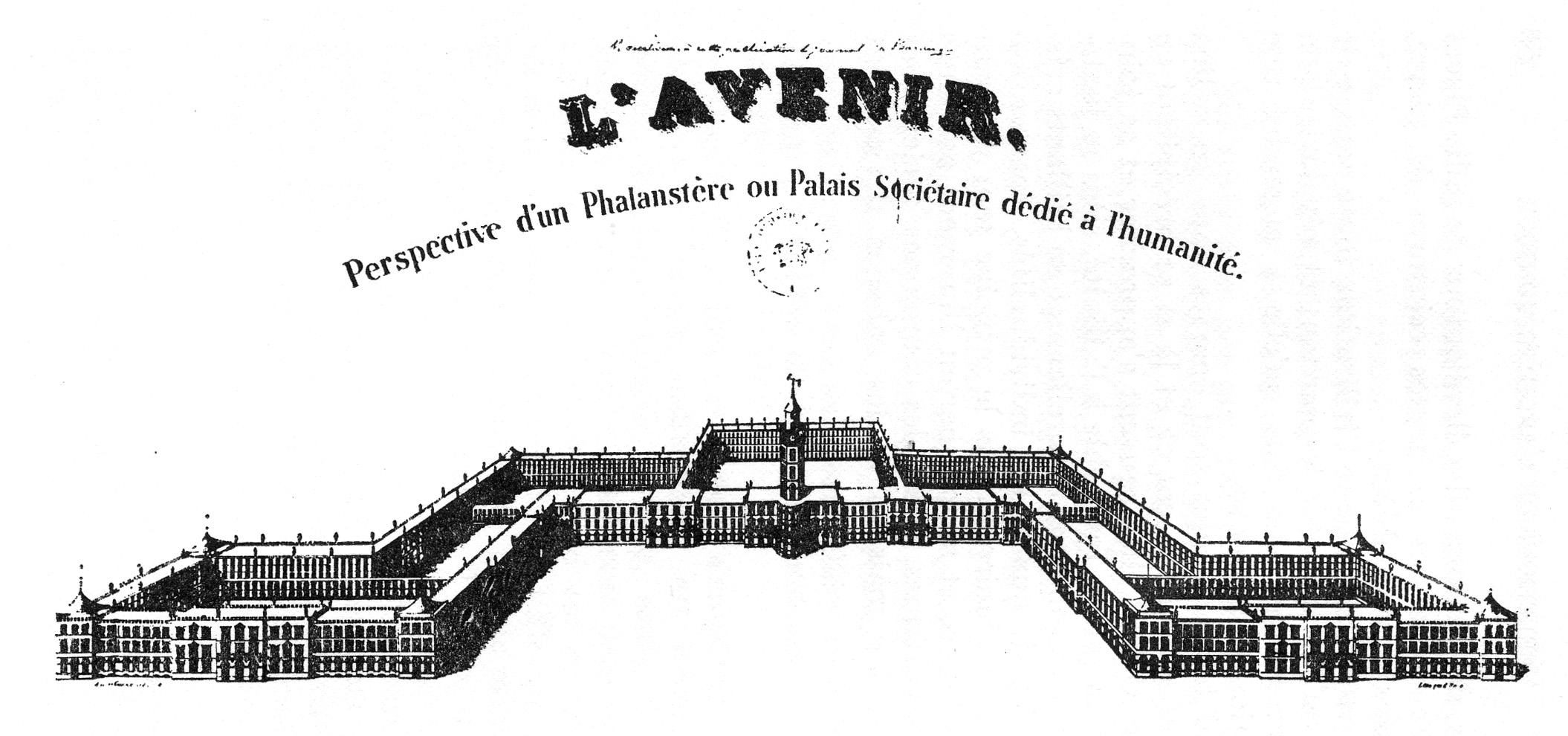
Plán falanstéry

François Marie Charles Fourier (7. dubna 1772 Besançon – 10. října 1837 Paříž) byl francouzský filosof, jeden z hlavních představitelů  socialismu, kritik raného kapitalismu. Doporučoval zakládat jakási družstva - falangy (základní jednotka utopické společnosti, obec skládající se z 1620 lidí), v nichž se společně pracovalo a výsledky práce se dělily v kolektivu.
Fourier byl obchodní cestující a účetní na jedné straně, na druhé straně fantasta, vizionář, utopický socialista, vizionář družstevnictví. Do dějin vstoupil jako rozporuplná postava, která jednak vyniká nadčasovou kritikou obchodu a epochy civilizace a jednak fantastickými, do detailů zpracovanými až surrealistickými vizemi o sofistikovaném sociálně psychologickém mechanismu hybných vášní, které řídí společenské vztahy, i celé dějiny lidstva.
Lukáš Perný uvádí, že jako normativní ideál projektuje Fourier vzájemně kooperující autonomní a soběstačné komunity, asociace-falangy-falanstéry, ve kterých "vše do sebe zapadá jako ozubená kolečka." Jejich součástí jsou komunitární instituce (tlupy, družiny, série, skupiny; družstev s akcionářské banky, družstevní sklady, všelidové divadlo, preventivní lékařství). Falangy jsou avantgardou, utopické etapy lidstva, Harmonie. V harmonickém stavu nastane jednota individuálního a kolektivního, a mnohé sociální opatření: zrušení chudoby zaručením práva na životního minimum a výživu, společné bydlení, zdravý způsob života, přitažlivá práci, jednotné vzdělání, ochrana přírody a zvířat, práva žen, mír a rovnováha civilizace. Už na začátku 19. století předpověděl klimatické změny, riziko vyhynutí rostlin a živočichů, projektů možnosti ovlivnit revitalizaci krajiny, zdůrazňoval problémy nadvýroby, chudoby, atomizace společnosti a zhoubných následků liberální volno-tržní ekonomiky a její přeměny do obchodní feudality a korporatokracie.
Fourierova sociální filosofie je vázána teoreticky především na komunitaristická hodnotová východiska a distributive harmonii produkce a spotřeby. Stanovil tři principy sociální harmonie:
1. hojnost existenčních prostředků a surovin,
2. spravedlivé a garantované rozdělení sociálního minima
3. industriální přitažlivost výrobních funkcí.[1]

## Život
Byl synem úspěšného besançonského obchodníka s textilem, o zděděnou rodinnou firmu však velký zájem neměl: od té doby, co zjistil, že jedno jablko v pařížské restauraci stojí tolik, jako na venkovském trhu sto stejných jablek, pohrdal obchodem jako klamáním lidí. Zajímal se o přírodu i umění, nedokázal však získat vyšší formální vzdělání, ztroskotal i jeho pokus o vojenskou kariéru. Živil se jako obchodní cestující; práci vykonával s krajní nechutí, umožnila mu však procestovat velký kus Evropy. Teprve od počátku třicátých let 19. století mohl díky finanční podpoře svých příznivců žít v Paříži jako spisovatel na volné noze. Měl pověst podivínského a samotářského starého mládence, šokoval jak svými nekonvenčními názory, tak neustálými výpady proti uznávaným myslitelům své doby.

## Dílo
V roce 1808 vydal v Lyonu své nejvýznamnější dílo Teorie čtyř pohybů. Prohlásil v něm za základní princip světa pohyb, který se dělí na materiální, organický, animální a sociální, přičemž všechny vzájemně souvisejí a musejí být v souladu. Smyslem lidského života je podle Fouriera štěstí, které spočívá v naplnění osobních vášní, což dosavadní stupeň společenského rozvoje znemožňuje. Na rozdíl od jiných některých utopistů Fourier nechtěl individualismus potlačovat, ale využít jej ke všeobecnému prospěchu. V jeho představě o ideálním ekonomickém uspořádání proto hrálo velkou roli vzájemné soutěžení. Navrhoval vytvoření velkých statků nazývaných falanstéra nebo Palác harmonie, které by se zabývaly zemědělskou a řemeslnou výrobou; měly by být soběstačné, aby odpadla role překupníků. V budově falanstéry by bydlelo nejméně pět set a nejvíce dva tisíce lidí. Fourier předpokládal zachování soukromého vlastnictví i majetkových rozdílů. Každý ve falanstéře by vykonával to, k čemu má největší vlohy, přičemž by podle harmonogramu vystřídal za den několik různých činností, aby se mu práce neomrzela. Večer po zaměstnání by se osazenstvo falanstéry scházelo k takzvané burze, na které by se podle počtu zájemců sestavily pracovní skupiny na příští den. K životu ve falanstéře by patřily různé hry a kulturní programy ve volném čase.
Fourier neusiloval o zrušení rodiny jako instituce (v tom se rozcházel s Robertem Owenem), předpokládal však její rozvolnění, protože většina lidí stejně nestojí o celoživotní monogamii. Proto by měly být při falanstérách zřízeny Dvory lásky, kde by si zájemci mohli volně hledat partnery, při jejichž výběru jim budou radit zkušení „zpovědníci“. Za základní podmínku společenského pokroku prohlásil Fourier emancipaci žen.

### Pedagogický odkaz
Fourier odmítá koncepce filozofie výchovy od Seneky, Condillaca, dokonce i Rousseaua, připomíná, že současná civilizační výchova potlačuje a deformuje schopnosti dítěte a vytváří odpor k práci. Za hlavní roli vzdělávání na základě industriální přitažlivosti považuje vychovat plebejské třídu. Mezi cíle harmonické výchovy řadí: přednost praxi před teorií, využití pobídek vášní (opak donucování a povinnosti), zdůraznení na radosti. Člověk bez výchovy je podle Fouriera horší než divoká zvěř, proto je výchova po obživě tou nejdůležitější potřebou člověka. Společnost může být podle Fouriera nedružstevní, drobená nebo družstevní, případně kombinovaná. Rodina je ve fázi civilizace pouze drobeným předstupněm tzv. asociace. Vzhledem k tomu, že je člověk předurčen k společenskému životu, ve fázi společnosti asociací, se rozšíří komunitární principy na vyšší fázi společenství.

### Sociální psychologie
Podle Fouriera je klíčem k dobře spravované společnosti produktivní transformace vrozených vášní (podstatu vášní nelze změnit (jsou dané Bohem), můžeme pouze pozměnit jejich směrování). Vášnivá přitažlivost usiluje tři cíle:
1. luxus / přepych (touha po zdraví a bohatství; uspokojení pěti smyslů),
2. ustanovení skupin, družstevních svazků (výše skupiny přátelství a ambicí, nižší skupiny lásky, otcovství a rodiny)
3. obecná jednota[3]

Podmínkou je uvést v soulad 5 smyslových oblastí se čtyřmi afektivními prostřednictvím tří haněných vášní:
1, Kabalista, intrigy, sbližuje vyšší a nižší třídy, plodí prostředky zvyšující schopnosti
2, Papillona, atlernanta, mánie pro rozmanitost, potřeba změny variací a
3, Komposita, rozkoš smyslů i ducha

### Filosofie dějin
Podle Fourier je společnost v neustálém pohybu-vývoji, usiluje o pokrok. K dosažení univerzální Harmonie lidstvo musí projít 32 etapami a 630 periodami, z nichž každá má svou materiální a ideologickou rys. Civilizaci, nahradí guarantizmus, vázaný na nový systém organizované výroby a distribuce, která přinese princip univerzálního pojištění a právo na práci a zánik spekulativních znalců a obchodníků. Ve finální epoše nastane věčný mír, všeobecná jednota a svoboda žen.

### Kritika obchodu
Obchod je podle Fouriera organizovaný zvráceně a nesmyslně; je zdrojem zločinů a chyb: bankrotu, pašování, spekulací, hromadění spojeného s hladomory a dvojnásobnými cenami, parasitismu a podvádění. Odsuzuje obchod jako morálně nepřijatelný a věří, že jednou bude vydán potupě a zmizí z lidské společnosti, kam vnáší jen zvrhlost a pustošení. Svoboda obchodu a trhu má důsledky: potraviny s nimiž obchodují mohou kdykoli stáhnout z oběhu, ukrýt je, spálit (uvádí příklad amsterodamskou Východní společnost, která spálila sklady skořice aby dosáhla vzestupu cen). Obchod, volný trh a zneužívání jsou typickými znaky úpadkového stadia Civilizace.

## Odkaz
Již za Fourierova života došlo k pokusům o založení falanstéry, zemědělská kolonie, kterou zřídil roku 1832 v Condé-sur-Vesgre jeho žák Victor Considérant, však brzy zkrachovala. Větší ohlas mělo jeho učení v USA, kde Albert Brisbane vydával časopis The Phalanx. Propagátorem fourierismu byl také Horace Greeley, známými komunitami, jejichž vznik inicioval, byly La Réunion v Texasu nebo North American Phalanx v New Jersey.
Řada Fourierových nápadů byla natolik výstředních, že se stala předmětem posměchu; plánoval např. zúrodnit Saharu, zbavit světový oceán soli nebo vyšlechtit zvíře zvané „antilev“, které by si zachovalo lví sílu, bylo by však natolik krotké, že by sloužilo jako velmi rychlý a spolehlivý dopravní prostředek. V mnoha ohledech však skutečně předběhl svou dobu: byl průkopníkem feminismu, jako jeden z prvních formuloval všeobecné právo na základní sociální zabezpečení.
Fourier byl velmi kritický vůči Velké francouzské revoluci: jednak odmítal revoluční násilí (sám byl v době teroru zatčen a těsně unikl popravě), jednak považoval liberální demokracii za pouhou kosmetickou úpravu zásadně nespravedlivého ekonomického uspořádání.

## České překlady
- GIDE, Charles. Charles Fourier: vybrané spisy. Překlad Emanuel Čupr. Praha: Ústřední dělnické knihkupectví a nakladatelství Ant. Svěcený, 1933. 240 s. cnb000940547.
- FOURIER, Charles. Výbor z díla. Překlad Stanislav Lyer. Praha: Orbis, 1950. 161 s. cnb000678127.
- FOURIER, Charles. Velká metamorfóza: výbor z díla. Překlad Petr Křivský. Praha: Mladá fronta, 1983. 175 s. cnb000000507.
- FOURIER, Charles. Soustavný přehled paroháčů. Překlad Martin Řízek. 1. vyd. Praha: Kra, 1995. 56 s. ISBN 80-85932-05-9.